# Czadomania
Czadomania – debiutancki album Czadomana, wydany w 16 czerwca 2014 w firmie fonograficznej Lemon Records.
Płyta zawiera 10 utworów disco polo, nagranych w konwencji dance. Do piosenek „Chodź na kolana”, „Ruda tańczy jak szalona” oraz „Kochane panie” zostały nagrane teledyski. Album w 2016 roku uzyskał status podwójnej platynowej płyty.

## Lista utworów
1. „Jestem super bohaterem”
2. „Chodź na kolana”
3. „Ruda tańczy jak szalona”
4. „Kochane panie”
5. „Ruszaj się”
6. „Tak się bawi”
7. „Kotek i myszka”
8. „Bliźniaczki”
9. „Taniec”
10. „Pokochaj mnie”